# Visilizumab
Il visilizumab, noto commercialmente con il nome di Nuvion, è un anticorpo monoclonale umanizzato che è stato studiato in vista di un eventuale uso come farmaco immunosoppressore in pazienti affetti da colite ulcerosa e da malattia di Crohn. Il visilizumab è in grado di legarsi ai recettori CD3 di alcuni linfociti T attivati, mentre non stabilisce alcun legame con i linfociti T quiescenti.
BioPharma ha bloccato la produzione di visilizumab dopo la fase II/III di alcuni studi clinici, sottolineando la sostanziale inefficacia dell'anticorpo e la sua propensione a sortire reazioni avverse anche gravi. Nonostante ciò, nel 2009 erano in corso di svolgimento sperimentazioni cliniche volte a stabilire il grado di efficacia e di sicurezza del visilizumab in pazienti affetti da mieloma multiplo e da diabete mellito di tipo 1.
Il visilizumab è inoltre radiomarcabile con il tecnezio-99m nell'immagine microscopica dei linfociti T a cui l'anticorpo si lega.